# Prefektura Mie

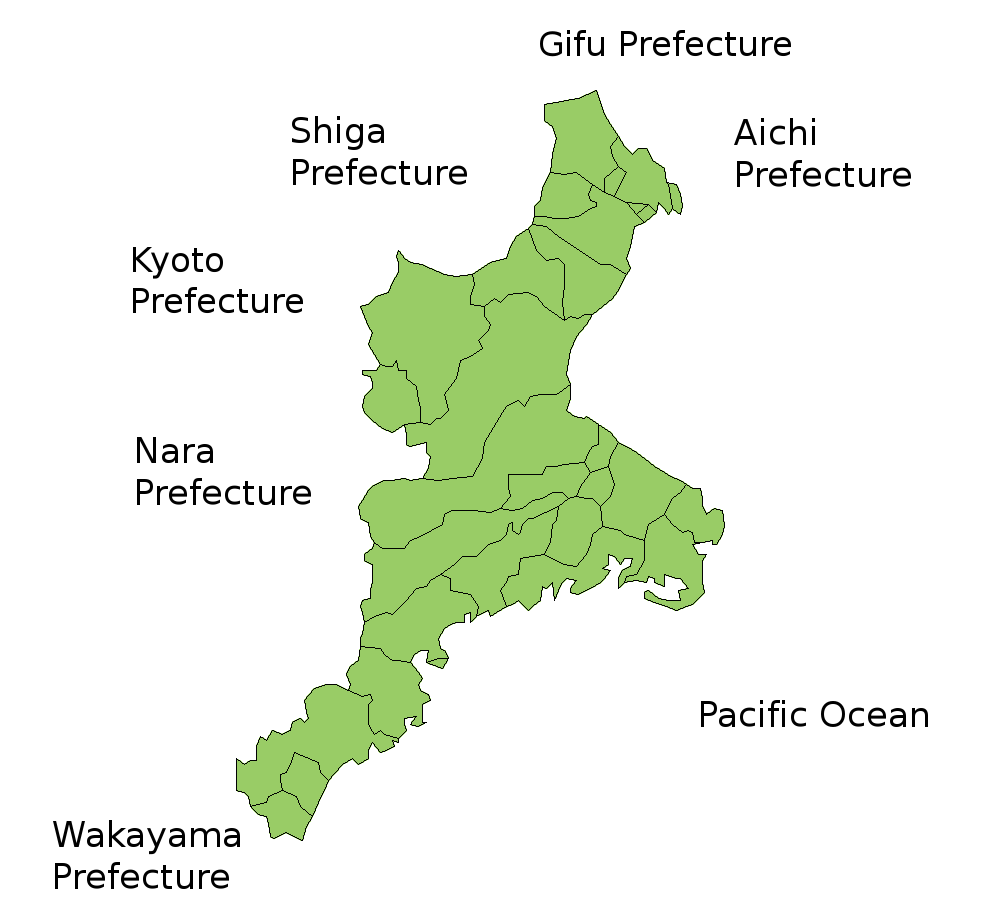
Mapa prefektury Mie

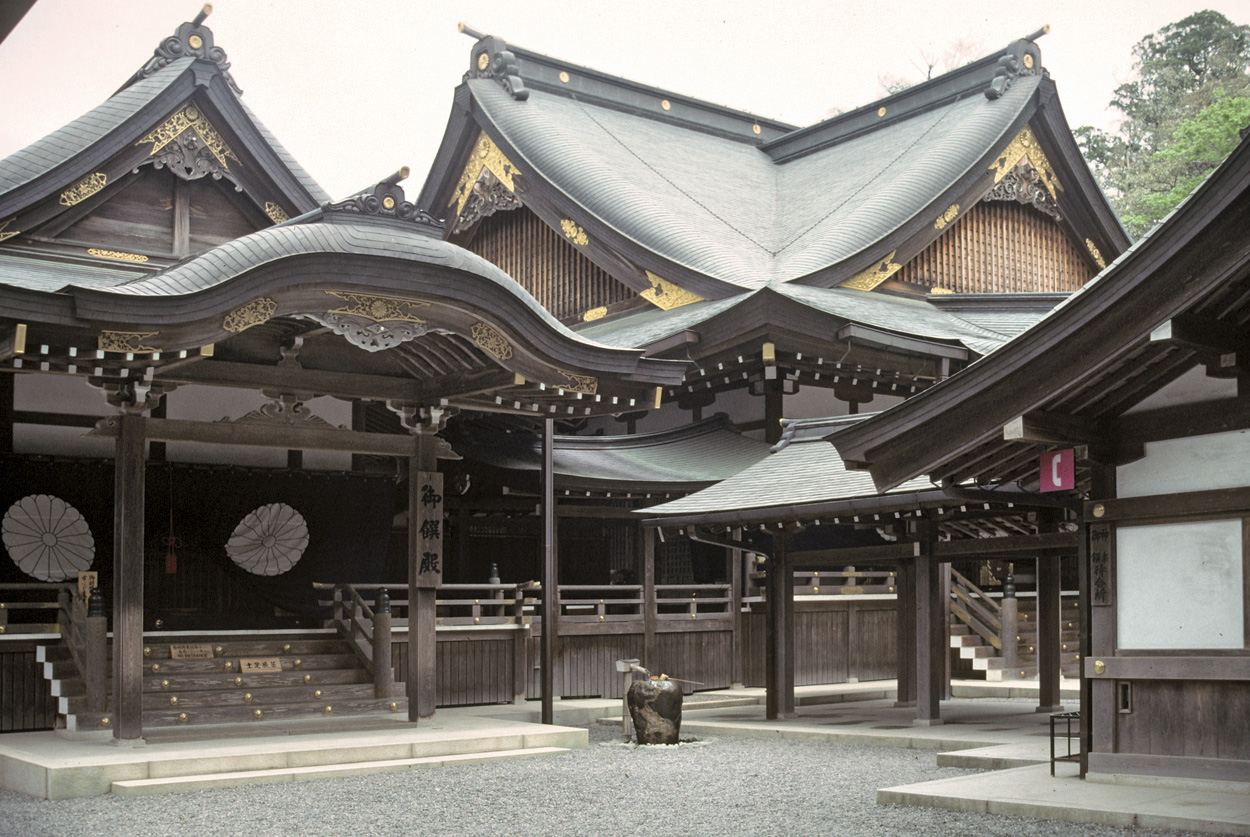
Svatyně Ise

Prefektura Mie (japonsky: 三重県, Mie-ken) je jednou ze 47 prefektur Japonska. Nachází se v regionu Kansai na ostrově Honšú. Hlavním městem je Cu.
Prefektura má rozlohu 5 776,44 km² a k 1. lednu 2003 měla 1 863 815 obyvatel.

## Historie
Na území prefektury Mie se až do reforem Meidži rozkládaly provincie Ise, Šima a Iga a východní část provincie Kii.

## Geografie
Prefektura Mie leží na východní části poloostrova Kii. Sousedí s prefekturami Aiči, Gifu, Šiga, Kjóto, Nara a Wakajama.

### Města
V prefektuře Mie leží 14 velkých měst (市, ši):
| - Cu (津 hlavní město) - Iga (伊賀) - Inabe (いなべ) v roce 2003 vzniklo spojením městysů (町 mači/čó): - - Inabe (員弁) - Daian (大安) - Hokusei (北勢) a - Fudžiwara (藤原) | - Ise (伊勢) - Jokkaiči (四日市) - Kamejama (亀山) - Kumano (熊野) - Kuwana (桑名) | - Macusaka (松阪) - Nabari (名張) - Owase (尾鷲) - Suzuka (鈴鹿) - Šima (志摩) - Toba (鳥羽) |

## Zajímavosti
Turistickým lákadlem jsou svatyně Ise.